# Limeaceae
Classification APG III (2009)
Famille
La famille des Liméacées (Limeaceae) regroupe des plantes dicotylédones ; elle comprend environ 30 espèces réparties en 2 genres.
Ce sont des plantes herbacées annuelles et des buissons vivaces à feuilles simples, spiralées, stipulées originaires d’Afrique, de l’Inde et d’Australie.

## Étymologie
Le nom vient du genre type Limeum nom latin pour « chemin », lieu où cette plante peut être trouvée.

## Classification
En classification phylogénétique APG IV (2016), les Limeaceae sont assignées à l'ordre des Caryophyllales.

## Liste des genres
Selon Angiosperm Phylogeny Website (2 fév. 2017) et NCBI (2 fév. 2017) :
- genre Limeum L.

Selon GRIN (2 fév. 2017) :
- Limeum L.
- Macarthuria Hügel ex Endl.
- Semonvillea J. Gay

## Liste des espèces
Selon NCBI (3 mai 2010) :
- genre Limeum
  - Limeum aethiopicum
  - Limeum africanum
  - Limeum sp. Hoot 983